# Jason Motte
Pour les articles homonymes, voir Motte.
Jason Louis Motte, né le 22 juin 1982 à Port Huron (Michigan) aux États-Unis, est un lanceur de relève droitier des Rockies du Colorado de la Ligue majeure de baseball. 
Comme stoppeur des Cardinals de Saint-Louis, il enregistre le dernier retrait de la Série mondiale 2011 remportée par son équipe sur les Rangers du Texas puis mène la Ligue nationale avec 42 sauvetages en 2012. 

## Carrière

### Cardinals de Saint-Louis
Après des études secondaires à la Valley Central High School de Montgomery (New York), Jason Motte suit des études supérieures à l'Iona College à La Nouvelle-Rochelle (New York) où il porte les couleurs des Iona Gaels de 2002 à 2003.  
Motte est repêché le 3 juin 2003 par les Cardinals de Saint-Louis au 19e tour de sélection et signe son premier contrat professionnel le 9 juin 2003. 
Il passe cinq saisons en Ligues mineures avant d'effectuer ses débuts en Ligue majeure le 3 septembre 2008. Il lance 11 manches en 12 sorties en relève en fin de saison 2008, affichant une moyenne de points mérités de seulement 0,82 avec 16 retraits au bâton. Il enregistre même son premier sauvetage en carrière le 18 septembre contre les Reds de Cincinnati.
En 2009, Motte est très utilisé par les Cardinals. Il apparaît dans 69 parties, totalisant 56 manches et deux tiers au monticule. Il est crédité de sa première victoire dans les majeures le 21 avril contre les Mets, termine la saison avec une fiche de 4-4, une moyenne de 4,76 et 54 retraits sur des prises.
Le 4 août 2010, Motte est placé sur la liste des blessés à la suite d'un problème à l'épaule droite. Il compte alors 43.1 manches lancées. Motte retrouve les terrains de Ligue majeure en fin de saison, à partir du 4 septembre, pour lancer neuf manches supplémentaires.

#### Saison 2011
En 2011, Motte maintient sa moyenne de points mérités à 2,25 en 68 manches lancées. Il fait 78 présences au monticule en saison régulière, remporte cinq victoires, subit deux défaites et enregistre 9 sauvetages. Il remplace graduellement Fernando Salas dans le rôle de stoppeur de l'équipe. Bien que le gérant des Cardinals Tony La Russa s'obstine à ne nommer officiellement aucun de ses releveurs dans ce rôle précis, il devient clair à mesure que l'automne approche que Motte est son homme de confiance. C'est Motte qui a pour mission de protéger les victoires des Cards en séries éliminatoires, et il réussit cinq sauvetages au total. Il blanchit les Phillies de Philadelphie et les Brewers de Milwaukee en huit manches lancées au cours des deux premières rondes des séries d'après-saison. En Série mondiale 2011 face aux Rangers du Texas, il sauvegarde la victoire de Saint-Louis dans la première partie. Dans le 6e match cependant, il est victime en 10e manche du circuit de deux points de Josh Hamilton qui amène les Rangers à trois retraits de remporter le titre. Mais le lendemain dans le 7e et ultime match, il retire tour à tour Nelson Cruz, Mike Napoli et David Murphy en 9e manche, pour sceller la conquête du titre par les Cardinals,.
Étonnamment, Jason Motte est myope et, pendant les matchs, ne porte ni lunettes ni lentilles de contact. Il prétexte que les premières deviennent embuées et n'améliorent pas sa vision alors que les lentilles lui brûlent les yeux. Il admet être parfois incapable de voir les signaux transmis par le receveur Yadier Molina.

#### Saison 2012 à 2014
En 2012, Motte mène la Ligue nationale avec 42 sauvetages. Il signe ensuite un nouveau contrat de deux saisons avec Saint-Louis mais une opération de type Tommy John au coude lui fait rater toute la saison 2013. Il revient au jeu en 2014 mais ne lance que 25 manches, accordant 13 points mérités.

### Cubs de Chicago
Le 19 décembre 2014, Jason Motte signe un contrat d'une saison avec les Cubs de Chicago. 

### Rockies du Colorado
Le 8 décembre 2015, Motte signe un contrat de 10 millions de dollars pour deux saisons avec les Rockies du Colorado.

## Statistiques
| Saison | Équipe      | G   | GS | CG | SHO | V | D | SV | IP    | SO  | ERA  |
| ------ | ----------- | --- | -- | -- | --- | - | - | -- | ----- | --- | ---- |
| 2008   | Saint-Louis | 12  | 0  | 0  | 0   | 0 | 0 | 1  | 11.0  | 16  | 0,82 |
| 2009   | Saint-Louis | 69  | 0  | 0  | 0   | 4 | 4 | 0  | 56.2  | 54  | 4,76 |
| 2010   | Saint-Louis | 56  | 0  | 0  | 0   | 4 | 2 | 0  | 52.1  | 54  | 2,24 |
| Totaux | Totaux      | 137 | 0  | 0  | 0   | 8 | 6 | 1  | 120.0 | 124 | 3,30 |

| Saison | Équipe      | G | GS | CG | SHO | V | D | SV | IP  | SO | ERA  |
| ------ | ----------- | - | -- | -- | --- | - | - | -- | --- | -- | ---- |
| 2009   | Saint-Louis | 1 | 0  | 0  | 0   | 0 | 0 | 0  | 1.0 | 0  | 0,00 |
| Totaux | Totaux      | 1 | 0  | 0  | 0   | 0 | 0 | 0  | 1.0 | 0  | 0,00 |

Note : G = Matches joués ; GS = Matches comme lanceur partant ; CG = Matches complets ; SHO = Blanchissages ; 
V = Victoires ; D = Défaites ; SV = Sauvetages ; IP = Manches lancées ; SO = Retraits sur des prises ; ERA = Moyenne de points mérités.